# Star Trek: Űrlázadás
A Star Trek: Űrlázadás (eredeti cím: Star Trek: Insurrection) a Star Trek mozifilmsorozat 1998-as 9. része és ebből a harmadik, melyben a Star Trek: Az új nemzedék legénysége szerepel. A Föderáció megfigyeléseket végez, a békés és primitív Ba’ku bolygón, mikor Data ismeretlen okból, ámokfutásba kezd és kilövi a kutatóközpont álcázóját, felfedve őket a ba’kuk előtt. Picard az Enterprise-E-vel, azonnal a  Baku körzetébe indul. Konfliktusba keverednek a Son'a nevű, elvileg a Föderációval szemben semleges civilizációval. Hamarosan kiderül, hogy a Föderáció egyes vezetői a Son'a-val szövetkezve egy meglehetősen piszkos polgárháborúba keveredtek.

## A szereplők
| Színész           | Szerep                              | Magyar hang (1. szinkron) | Magyar hang (2. szinkron) |
| ----------------- | ----------------------------------- | ------------------------- | ------------------------- |
| Patrick Stewart   | Jean-Luc Picard kapitány            | Varga T. József           | Varga T. József           |
| Jonathan Frakes   | William T. Riker, első tiszt        | Fazekas István            | Oberfrank Pál             |
| Brent Spiner      | Data parancsnokhelyettes            | Németh Gábor              | Németh Gábor              |
| LeVar Burton      | Geordi La Forge parancsnokhelyettes | Reisenbüchler Sándor      | Csík Csaba Krisztián      |
| Michael Dorn      | Worf parancsnokhelyettes            | Vass Gábor                | Faragó András             |
| Gates McFadden    | Dr. Beverly Crusher, orvosi tiszt   | Szabó Éva                 | Rácz Kati                 |
| Marina Sirtis     | Deanna Troi tanácsadó               | Závodszky Noémi           | Tátrai Zita               |
| F. Murray Abraham | Adhar Ru'afo                        | Uri István                | Rajhona Ádám              |
| Donna Murphy      | Anij                                | Antal Olga                | Antal Olga                |
| Anthony Zerbe     | Matthew Dougherty admirális         | Melis Gábor               | Kristóf Tibor             |
| Stephanie Niznik  | Kell Perim zászlós                  |                           |                           |
| Daniel Hugh Kelly | Sojef                               | Rosta Sándor              |                           |
| Gregg Henry       | Gallatin                            | Juhász György             |                           |
| Michael Welch     | Artim                               | Czető Roland              |                           |
| Michael Horton    | Daniels                             |                           |                           |

## A történet
|  | Alább a cselekmény részletei következnek! |

Egy diplomáciai küldetés során a USS Enterprise értesül arról, hogy Data parancsnokhelyettes megvadult egy megfigyelési küldetés során a Ba’ku bolygón.
A békés ba’kuiak, akiknek bolygója regeneráló sugárzást produkál, s ennek köszönhetően hihetetlen hosszú ideig képesek létezni, tökéletes harmóniában élnek a természettel, és elutasítanak mindennemű technológiát. Bolygójukat titokban tanulmányozza a Föderáció (Matthew Dougherty admirális támogatásával) és a Son’a. Ezen megfigyelésben vett részt Data parancsnokhelyettes.
Miután sikerül Datát elkapni és megjavítani, az Enterprise legénysége különösnek találja, hogy Dougherty admirális annyira buzgón küldené a hajót útjára. Gyanítva valamit, a legénység pár tagja visszatér a Ba’kura, hogy kivizsgálják, mi okozhatta Data üzemzavarát. A nyomozás során egy Föderációs holohajóra bukkannak, ami a falu pontos mását imitálja. Ekkor döbbennek rá arra, hogy valakiknek az az érdeke, hogy a falú lakosságát tudtukon kívül áttranszportálják a szimulációba, majdan eltávolítsák őket a bolygóról. Továbbá az is kiderül, hogy Data már járt itt, mely során egy Son’a harcos eltalálta, s ez volt az ami a meghibásodását okozta.
A bolygón töltött idő során különös, megmagyarázhatatlan események zajlanak le: Jean-Luc Picard kapitányon a fiatalodás jelei mutatkoznak, William T. Riker és Deanna Troi ismét közel kerülnek egymáshoz, s úgy tűnik megújítják kapcsolatukat, míg Geordi látóidegei regenerálódnak, s visszanyeri a látását. Picard továbbá érzelmeket kezd táplálni egy helyi lakos, Anji felé.
Összerakva a kirakóst, a legénység rájön, hogy a Töviskoszorú (az űrnek azon része ahol a Ba’ku bolygó van) tele van metafázisos sugárzással, ami pont a planétánál koncentrálódik, létrehozva eme „fiatalság forrását”. Azonban pont ez az, ami veszélybe sodorja a Ba’kut. Korrupt föderációs tisztek szövetkezve a Son’ával igyekeznek learatni, kizsákmányolni az űrnek ezen örök fiatalságot, és egészséget biztosító pontját. Azonban ha ezt megteszik, a bolygó lakhatatlanná válna, így a lakosságot előbb el kell távolítani (ezért kell a holohajó), mivel a Ba’ku nép kiirtását Dougherty nem engedélyezné.
Picard megdöbben azon, hogy az Elsődleges irányelvet megszegik, ezért értesíti Dougherty admirálist, hogy tud az összeesküvésről, a terveikről. Az admirális utasítja Picardot, hogy hallgasson, törődjön bele a dolgokba és tekintse lezártnak az ügyet.
Picard azonban erről hallani sem akar, ezért jómaga és néhány tisztje társaságában visszatér a bolygó felszínére, hogy megakadályozzák a lakosság eltávolítását. Felfedik a Ba’ku előtt a holohajó létét, és az admirális, illetve a Son’a vezér, Adhar Ru'afo szándékait.
Eközben Dougherty és Ru'afo változtat a terven és megkezdi a lakosság erővel történő áttranszportálását a holohajóra. Miután Picard és a többiek olyan helyre vezénylik a falu lakóit, ahol lehetetlen az életjelek bemérése, Ru'afoék automata robotokat küldenek, amik bemérik a célpontokat, így segítve a transzportálás sikeres folytatását.
Eközben az Enterprise – Rikerral mint kapitánnyal a fedélzetén – elindul, hogy elhagyja a Töviskoszorút, így kapcsolatba léphet a flottával, s tájékoztathatja azt a kialakult helyzetről. Hogy ezt megakadályozza, Ru'afo – Dougherty beleegyezésével – két Son’a hajót küld az Enterprise elpusztítására. A támadó hajókat azonban az Enterprise – Riker rafinált taktikájának hála – megsemmisíti.
Picardot elfogja a Son’a és Dougherty, kinek a kapitány elmondja, hogy a Ba’ku és a Son’a ugyanaz a faj. A Son’a azon Ba’ku egyénekből áll, akiket kitaszítottak és elhagyták a bolygót századokkal ezelőtt, s csupán bosszúra szomjaznak. Erre dr. Beverly Crusher jött rá, egy, a bolygó felszínén végzett orvosi vizsgálat során.
Azok után, hogy képtelenek voltak az összes lakost elsugározni a bolygóról, ráadásul az Enterprise-t sem sikerült elpusztítani, Ru'afo az „arató” szerkezet azonnali beüzemelését javasolja. Ez azonban megölné az összes megmaradt Ba’kut a bolygó felszínén, ezért Dougherty ezt nem támogatja. A két szövetséges vitatkozik, mely során Ru'afo megöli Doughertyt. A Son’a beindítja a berendezést, megkezdődik a visszaszámlálás. A terv a Son’a körében sem tetszik mindenkinek: Ru'afo jobbkeze, Gallatin, akit a Son’a vezér Picard meggyilkolására utasított, a földi kapitány rábeszélésének hatására eláll a bosszú szándékától (amelynek családja is áldozatul esne), kiengedi a foglyokat, és segít Ru'afo tervének meghiúsításában.
A föderációs csapat sikeresen elfoglalja a holohajót, de az a terv, hogy holografikus trükk révén foglalják el a „betakarító, arató” berendezést nem jár sikerrel, így a végső csata Picard és Ru'afo között ezen a szerkezeten zajlik, s miután a kapitány beindítja az önmegsemmisítést, az időközben visszatérő Enterprise épp időben, a robbanás előtt sugározza át a kapitányt. Ru'afo viszont odavész a berendezés felrobbanásakor.
Miután a Son’a vezére nélkül marad, úgy dönt, hogy lemond a vérbosszúról és megpróbálnak a Ba’kuval együtt élni. A Ba’ku megbocsát, visszafogadja a rossz útra tévedteket, s az Enterprise elhagyja a Töviskoszorút.